# Liste der Bodendenkmäler in Salz (Unterfranken)
Auf dieser Seite sind die Bodendenkmäler in der unterfränkischen Gemeinde Salz zusammengestellt. Diese Tabelle ist eine Teilliste der Liste der Bodendenkmäler in Bayern. Grundlage ist die Bayerische Denkmalliste, die auf Basis des Bayerischen Denkmalschutzgesetzes vom 1. Oktober 1973 erstmals erstellt wurde und seither durch das Bayerische Landesamt für Denkmalpflege geführt wird. Die folgenden Angaben ersetzen nicht die rechtsverbindliche Auskunft der Denkmalschutzbehörde.

## Bodendenkmäler der Gemeinde Salz

### Bodendenkmäler in der Gemarkung Bad Neustadt a.d.Saale
| Lage                              | Objekt | Akten-Nr.     | Bild |
| --------------------------------- | --- | ------------- | ---- |
| Bad Neustadt a.d.Saale (Standort) | Höhensiedlung der Urnenfelderzeit und mehrteilige Befestigungsanlage des frühen und hohen Mittelalters mit ehemaliger Kirche auf dem „Veitsberg“. | D-6-5627-0007 |      |

### Bodendenkmäler in der Gemarkung Salz
| Lage            | Objekt | Akten-Nr.     | Bild |
| --------------- | --- | ------------- | ---- |
| Salz (Standort) | Untertägige Teile der Kirche des 10. Jahrhunderts mit Vorgängerbauten des frühen Mittelalters sowie Körpergräber des 15./16. Jahrhunderts. | D-6-5627-0043 |      |
| Salz (Standort) | Bestattungsplatz der Hallstattzeit sowie Siedlung der Linearbandkeramik, der Urnenfelderzeit und des frühen Mittelalters. | D-6-5627-0064 |      |
| Salz (Standort) | Bestattungsplatz der Merowingerzeit. | D-6-5627-0079 |      |
| Salz (Standort) | Gräber der Urnenfelderzeit. | D-6-5627-0082 |      |
| Salz (Standort) | Siedlung der Hallstattzeit. | D-6-5627-0094 |      |
| Salz (Standort) | Siedlung der Linearbandkeramik, des Mittelneolithikums, der Urnenfelderzeit, der Hallstattzeit, der Latènezeit, der späten römischen Kaiserzeit und des frühen und hohen Mittelalters (Wüstung Bincenhausen) sowie Bestattungsplatz der frühen römischen Kaiserzeit. | D-6-5627-0110 |      |
| Salz (Standort) | Siedlung der Linearbandkeramik und Wüstung Fronhof des Mittelalters. | D-6-5627-0111 |      |
| Salz (Standort) | Archäologische Befunde im mittelalterlichen und frühneuzeitlichen Ortsbereich von Salz, als Königsgut fiscus Salz ersterwähnt in der Mitte des 8. Jahrhunderts. | D-6-5627-0112 |      |
| Salz (Standort) | Siedlung vorgeschichtlicher Zeitstellung. | D-6-5627-0113 |      |